# 滇缅铁路禄丰炼象关桥隧群
滇缅铁路禄丰炼象关桥隧群是滇缅铁路在云南省楚雄州禄丰市的一段遗存，位于金山镇炼象关村委会东杨老哨至许家村一带的山中。包括一段铁路路基、五座桥梁和四个隧道，长约6300米，自南向北依次为夕阳庵隧道、龙潭隧道、下箐隧道、下箐大桥、下箐2号大桥、迎光寺隧道、迎光寺大桥、赵村大桥、谷架桥。该路段工程难度大，桥梁和隧道密集，目前路基保存完整。
滇缅铁路是抗日战争时期，中国为取得国际援助而修筑的一条米轨铁路，东起昆明，终点为缅甸腊戌，1938年动工。1942年路基基本成形，炼象关桥隧群也已完工。日军侵入缅甸和滇西后，滇缅铁路停工，且西段被迫炸毁。1958年，包括炼象关桥隧群在内的东段在原有基础上续建为昆一铁路，至1970年成昆铁路建成后拆除。
2013年11月1日，滇缅铁路禄丰炼象关桥隧群列入第三批楚雄州文物保护单位。2019年2月21日公布列入第八批云南省文物保护单位。2019年10月7日列入第八批全国重点文物保护单位。